# Província de Bolívar (Bolívia)

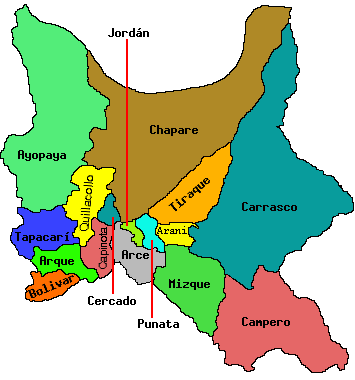
Les províncies del Departament de Cochabamba.

La província de Bolívar és una de les 16 províncies del Departament de Cochabamba, a Bolívia. La seva capital és Bolívar.